# Утраченные иллюзии (фильм, 2021)
«Утраченные иллюзии» (фр. Illusions perdues) — художественный фильм режиссёра Ксавье Джанноли. Экранизация одноимённого романа Оноре де Бальзака. В главных ролях Бенджамин Вуазен, Ксавье Долан, Венсан Лакост и Сесиль де Франс.
Мировая премьера фильма состоялась 5 сентября 2021 года на 78-м Венецианском кинофестивале. Премьера во Франции состоялась 20 октября 2021 года.

## Сюжет
Франция, XIX век. Молодой и привлекательный Люсьен посвящает себя искусству поэзии и хочет занять высокое положение в обществе. Он покидает провинциальную семейную типографию в Ангулеме, чтобы попытать счастья рядом с покровительницей в Париже. В городе Люсьен вскоре остаётся в одиночестве и узнаёт об истинных механизмах власти — выгоде и видимости. Он понимает, что в Париже всё можно купить или продать, включая литературный успех, прессу, политику и даже эмоции. Люсьен должен решить, сможет ли он продолжать идти по этому пути, оставаясь верным собственным надеждам и мечтам.

## В ролях
- Бенджамин Вуазен — Люсьен де Рюбампре
- Ксавье Долан — Рауль Натана
- Венсан Лакост — Этьен Лусто
- Сесиль де Франс — Луиза
- Жерар Депардьё — Дориа
- Жанна Балибар — маркиза д’Эспар
- Андре Маркон — барон де Шатле
- Жан-Франсуа Стевенен — Сингали

## Производство
В сентябре 2019 года стало известно, что к актёрскому составу фильма присоединились Бенджамин Вуазен, Ксавье Долан, Венсан Лакост, Сесиль де Франс, Жерар Депардьё, Жанна Балибар, Андре Маркон, Жан-Франсуа Стевенен и Луи-До де Ленкезен. Режиссёром стал Ксавье Джанноли. Съёмки начались в июле 2019 года.

## Восприятие
На сайте Rotten Tomatoes, в категории только положительных или отрицательных отзывов, фильм имеет рейтинг 80 % основанный на 5 отзывах.

## Награды
- 2022 — премия «Сезар» по итогам 2021 года:
  - Лучший фильм
  - Лучший адаптированный сценарий (Ксавье Джанноли, Жак Фьески)
  - Лучший актёр второго плана (Венсан Лакост)
  - Лучшая операторская работа (Кристоф Бьюкарн)
  - Лучший художник-постановщик
  - Лучшие костюмы
  - Самый многообещающий актёр (Бенжамен Вуазен)[9]